# XTB2F (航空機)
XTB2F
- 用途：雷撃機・爆撃機
- 分類：双発艦上攻撃機
- 製造者：グラマン
- 運用状況：モックアップ段階でキャンセル

XTB2Fは、グラマン社の成功作であるTBFアヴェンジャーの後継として開発された双発の雷撃・爆撃機である。

## 概要
アメリカ海軍は1941年12月の真珠湾攻撃による太平洋戦争開戦を受け、1942年の初頭に既に開発・量産中の各種艦上機を更新する新型艦上機の開発計画を立ち上げた。開戦により戦前に締結された各種の海軍軍縮条約が無効となることにより、かねてから計画されていた、ヨークタウン級航空母艦を大幅に拡大した基準排水量2万7,100tの大型空母（エセックス級航空母艦）の建造と量産が可能になり、これまでの艦上機よりも大幅に大型で高性能な機体を運用することが可能となったためである。
しかし、開戦後の戦訓からアメリカ海軍で1942年半ばには戦訓を採り入れた更なる大型航空母艦の建造計画を立案し、この計画により建造される航空母艦は基準排水量45,000t、満載排水量60,000tという空前の大型艦となることが決定した。この計画で建造されたものがミッドウェイ級航空母艦であり、上述の新型艦上機開発計画も「更なる大型・大重量機でも運用は可能であり、各社には機体サイズと重量の制約に囚われない高性能機を提案・提出されたし」というものに拡大された。これを受け、グラマン社が1942年12月に“G-55”の社内名称で開発に着手したものが本機である。
翌1943年3月には設計案が海軍に提示され、海軍は同年8月6日に正式に承認と試作機2機の発注を与えた。“XTB2F-1”の仮制式番号が与えられたG-55の設計作業自体は順調に推移したが、海軍が空母とその搭載機の開発計画を見直し、空母上で運用する対艦攻撃用途機は偵察爆撃機(SB)と雷爆撃機(TB)の並行装備から単座の攻撃用途機(BT)に一本化する方針を軍用機メーカーに打診したため、本機のような大型艦上機の必要性が薄れたことと、ミッドウェイ級のような大型空母であってもXTB2Fのような大型双発の艦上機を航空母艦から効率的に運用することは困難が大きいことが判明し、1944年6月14日をもって発注が取り消され、開発計画は廃棄された。
このため、XTB2Fの開発は1944年5月にモックアップが製作された段階で終了し、飛行可能な試作機の製作は行われなかった。

## 要目
＊全て計画値
- 全長：15.85 m
- 全幅(翼長)：22.56 m
  - 主翼折畳時：10.97 m
- 全高：5.18 m
- 最大離陸重量：19,929 kg
- エンジン：P&W R-2800-22  2,100 馬力 (1,600 kW) 2基
- 最高速度：502 km/h
- 実用最大高度：9,600 m
- 武装：
  - T13E1(M4) 75mm航空カノン砲 1基（機首右側面下部）
  - AN/M2 12.7mm機関銃 10基（前方固定 6基（機首左側面下部 2基 および主翼基部左右 2基（計4基）回転銃塔 連装 2基（機体後部上面および下面 各1基）
- 搭載能力
  - Mark.13航空魚雷 最大 1発　もしくは爆弾等最大 3,500 ポンド（約 1,600 kg)